# Mariano Picón Salas
Mariano Federico Picón Salas (Mérida, 26 de enero de 1901 - Caracas, 1 de enero de 1965) fue un escritor, diplomático y académico venezolano. En su obra destacan los ensayos históricos, de crítica literaria y la historia cultural de Hispanoamérica, los cuales lo convierten en uno de los intelectuales venezolanos más universales.
Además de su obra como escritor y ensayista, Picón Salas destacó por su labor docente y política. Fue el fundador de la Facultad de Humanidades y Educación de la Universidad Central de Venezuela y su primer decano. Ejerció como Director de Cultura y Bellas Artes del Ministerio de Educación (1938-1940), embajador de Venezuela ante Colombia (1947-1949), embajador de Venezuela ante Brasil (1958-1959), embajador de Venezuela en la UNESCO (1959-1963) y secretario de la Presidencia durante el último año del periodo constitucional de Rómulo Betancourt (1963-1964).

## Biografía

### Primeros años y estancia chilena (1901-1936)

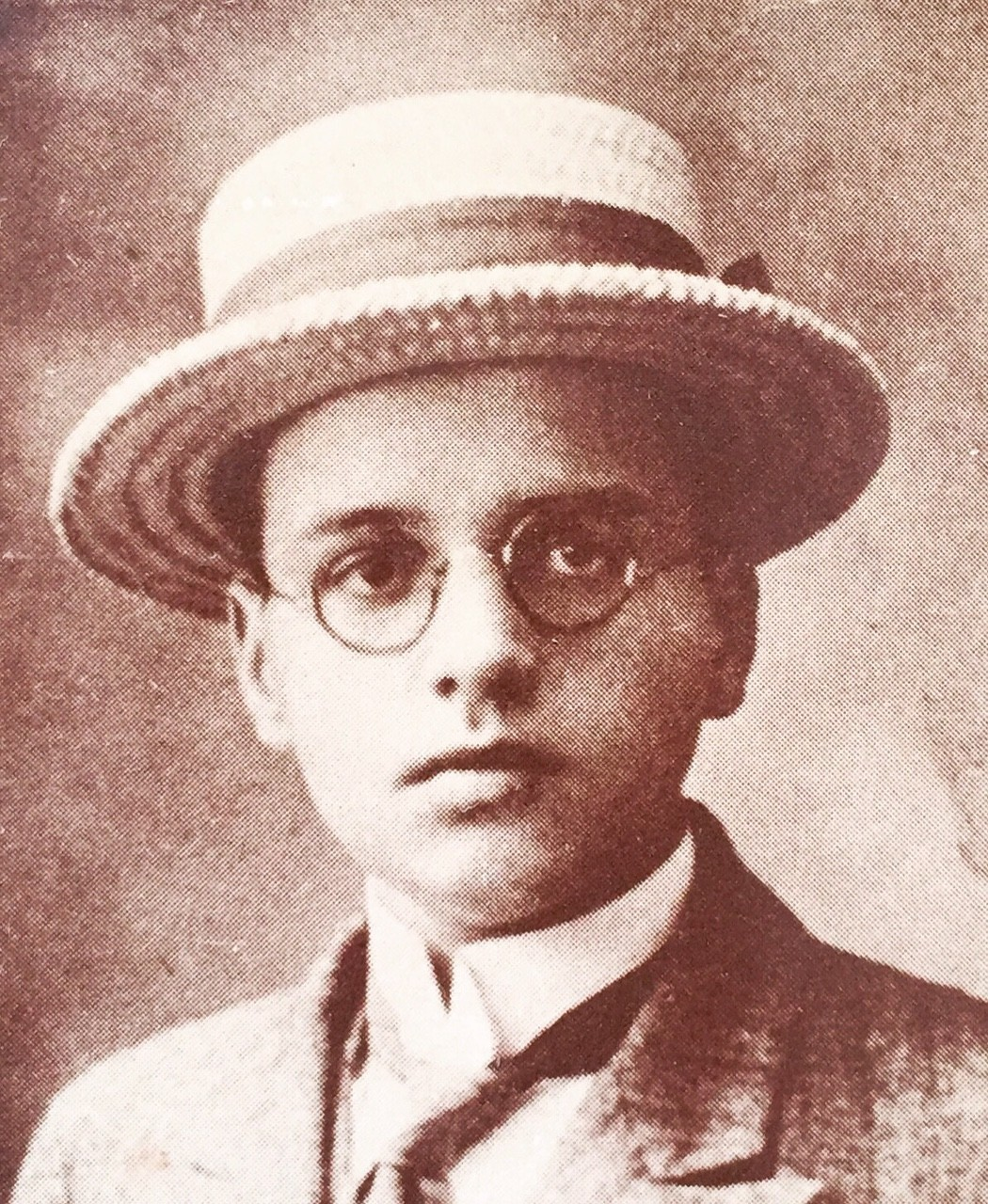
Mariano Federico Picón Salas durante su adolescencia.

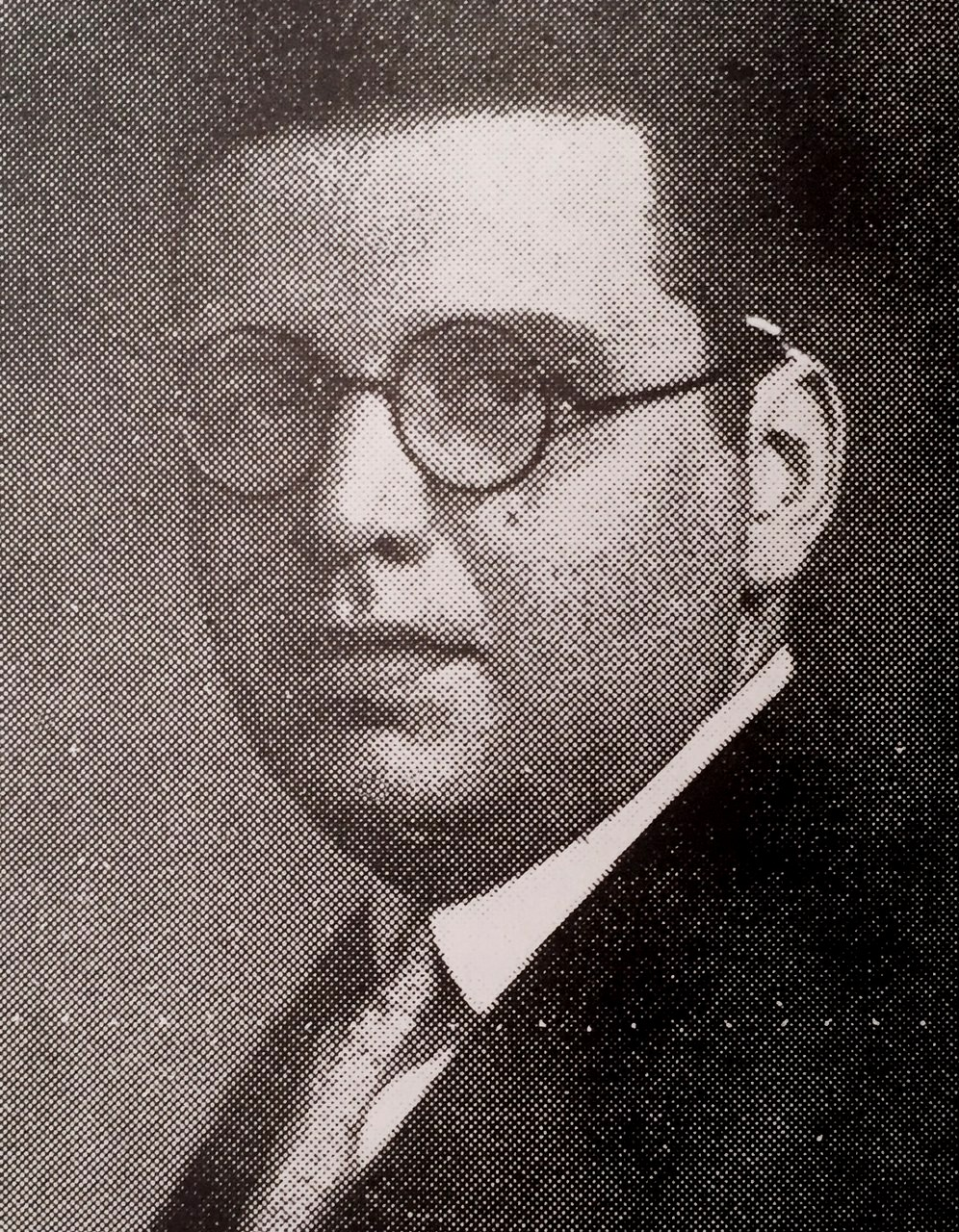
Mariano Picón Salas en la época de su llegada a Chile en 1923.

Mariano Picón Salas nació en la ciudad andina de Mérida, capital del estado del mismo nombre, el 26 de enero de 1901. Hijo de Pío Picón Ruiz y Delia Salas de Picón, quien falleciera en 1912. Para 1910 su padre le nombra un preceptor francés, monsieur Machy, librepensador y excomunero que ayudará al niño Picón Salas en sus primeros pasos de formación. En 1913 inicia sus estudios de bachillerato en el Liceo Mérida, continuándolos en la ciudad de Valera, Trujillo, en el Colegio Santo Tomás de Aquino.
Ya en 1916 aparece publicado a nivel nacional en el diario El Universal, un ensayo sobre el escritor Felipe Tejera. Al año siguiente ingresa a la Universidad de Los Andes donde empieza la carrera de Derecho y Ciencias Políticas y será invitado a leer en el paraninfo de la universidad su ensayo Las nuevas corrientes del arte (1917), el cual será impreso por la Tipografía El Lápiz. 

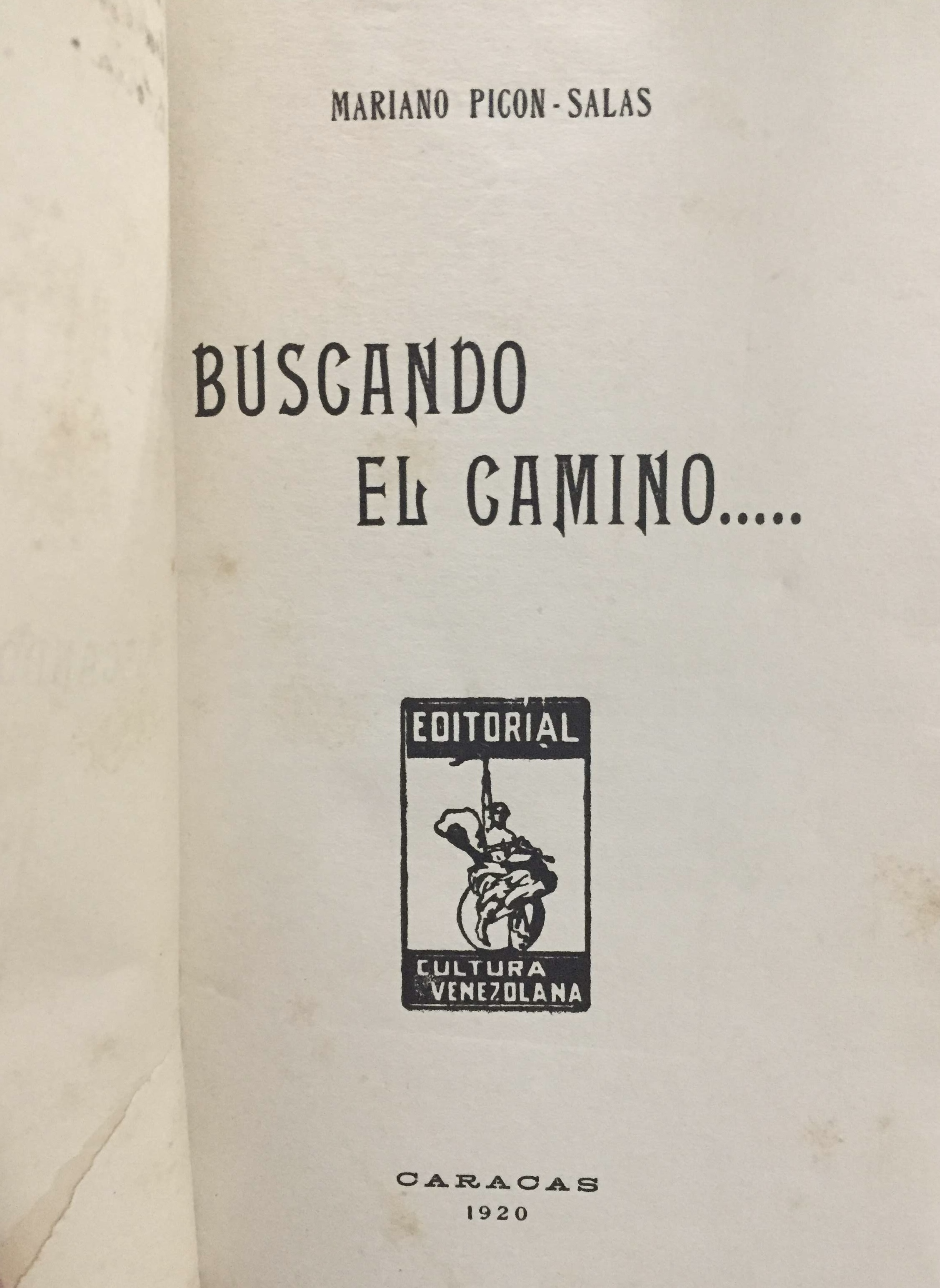
Uno de los primeros libros de Picón Salas, Buscando el camino, fue publicado por la Editorial Cultura Venezolana en 1920.

En 1918, junto a Mario Briceño Iragorry, Enrique Celis y Antonio Spinetti y con el apoyo del entonces rector Diego Carbonell, funda la revista literaria Arístides Rojas. En 1919 se traslada a Caracas y se inscribe en la Universidad Central de Venezuela, donde espera proseguir con la carrera de derecho. Allí se relaciona con intelectuales como Lisandro Alvarado y hace amistad con los hermanos Planchart, Pedro Sotillo, Andrés Eloy Blanco y Jacinto Fombona Pachano. También colabora en la revista Cultura Venezolana, junto a su amigo y coterráneo Alberto Adriani. Durante su permanencia en Caracas trabajará en la cancillería venezolana y publicará su primer libro orgánico, titulado Buscando el camino (1920).
A pesar de su vinculación con el medio intelectual local, en 1922 decide renunciar a sus estudios y regresa a su ciudad natal para trabajar en la hacienda de su padre, el cual quedará en la ruina un año después. Por esa razón deciden mudarse a Chile, donde trabajará primeramente como vendedor de vinos y artículos de escritorio. En 1924 se matricula en el Instituto Pedagógico de Santiago donde sigue estudios de Historia en la Facultad de Filosofía y Educación. Son años en los que frecuenta los círculos anarquistas y colabora de manera activa con la revista Athenea. 
Asimismo, durante su estancia en Chile, se vinculó con el Partido Socialista de dicho país, aunque no se inscribió debido a razones de nacionalidad. Por otro lado, para aquella época su idea de socialismo ya se contraponía al modelo soviético, enfatizando la necesidad de adaptarlo a la realidad de cada país y al contexto latinoamericano en un ambiente de plenas libertades. De igual manera, Picón era crítico en específico con el marxismo, catalogándolo como economicista, racionalista, mecanicista y determinista.
En 1927 es designado funcionario de la Biblioteca Nacional y la Editorial Nascimento publica su primer libro de cuentos, Mundo imaginario (1927). Un año después contrae matrimonio con su primera esposa, la chilena Isabel Cento. Entre 1929 y 1936 se desempeña como profesor en diversos institutos de enseñanza en ese país. A partir de 1931 inicia su correspondencia con el dirigente político Rómulo Betancourt, la cual se mantendrá a lo largo de las décadas, y se adhiere al Plan de Barranquilla.
En Chile va perfilando su figura de ensayista interesado en la reflexión y meditaciones sobre el ser hispanoamericano. De estos años datan libros como Hispanoamérica, posición crítica (1931), Problemas y métodos de la historia del arte (1932) e Intuición de Chile (1935).

### Retorno a Venezuela (1936-1949)

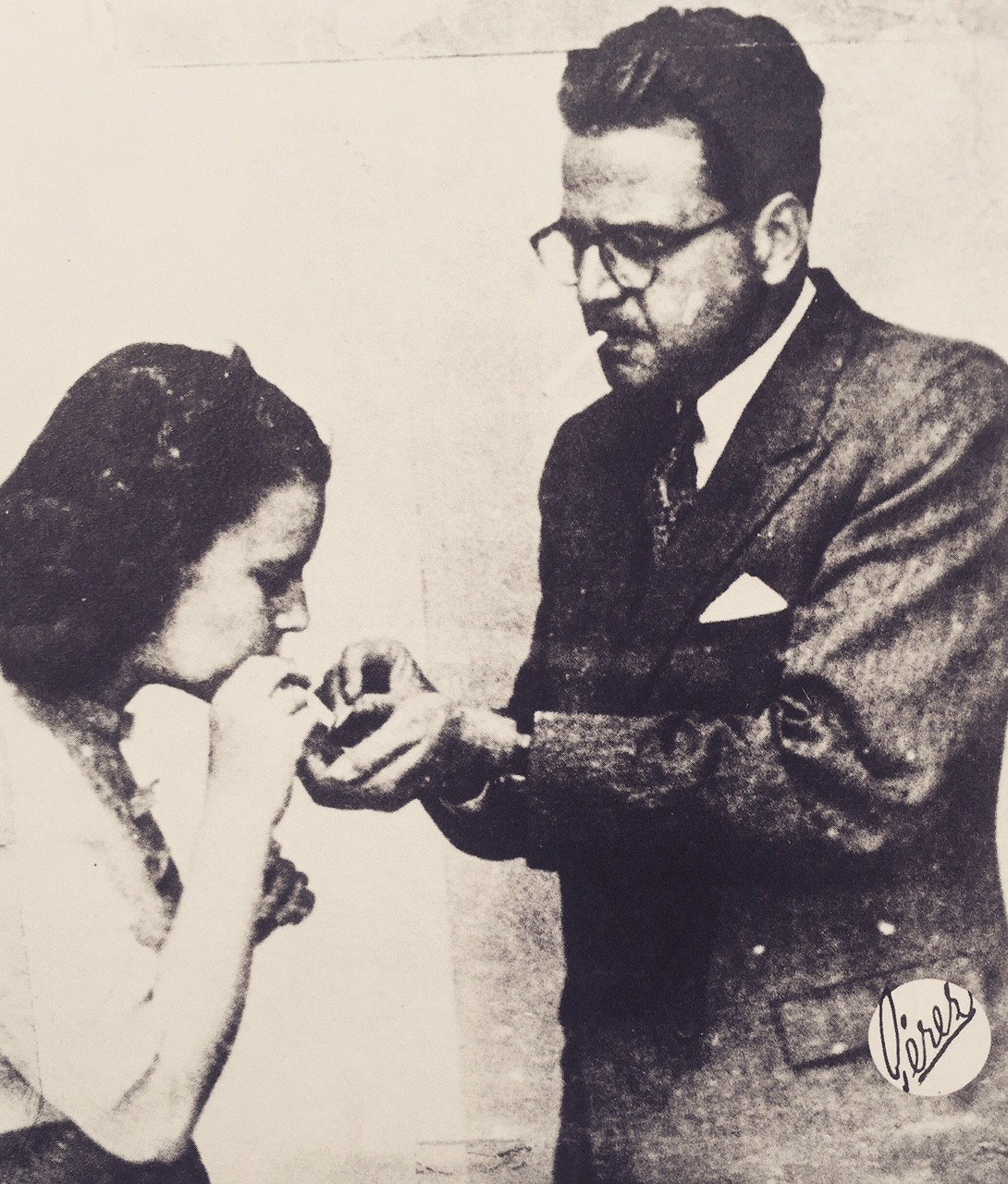
La poetisa Ida Gramcko y Mariano Picón Salas a mediados de la década de los cuarenta.

Después del fallecimiento del dictador Juan Vicente Gómez, Picón Salas decide regresar a Venezuela en 1936 para participar en la organización del Estado conducida por el general Eleazar López Contreras. Al poco tiempo es nombrado Superintendente de Educación y con el apoyo de la Misión Académica Chilena propone la creación del Instituto Pedagógico Nacional: «Con el objeto de preparar un profesorado especializado en letras y ciencias para la Educación Secundaria de la República, y al mismo tiempo para contribuir al desenvolvimiento de la alta cultura en Venezuela y a la formación de expertos en distintas ramas científicas y técnicas». También es miembro fundador del Movimiento de Organización Venezolana (ORVE), de la cual será su secretario general por breve tiempo. En 1937 viaja a Europa y ejerce como encargado de negocios en Checoslovaquia. Poco tiempo después es destituido sin explicación. De allí partirá a Chile donde nacerá Delia, su única hija. 
Retorna nuevamente Venezuela en 1938 y es designado como Director de Cultura y Bellas Artes del Ministerio de Educación, desde este espacio funda la Revista Nacional de Cultura, la cual dirige hasta 1940. Su obra ensayística está cada día en aumento y en la primera mitad de la década de los cuarenta, aparecen títulos como Cinco discursos sobre el pasado y presente de la nación venezolana (1940) y bajo la petición de una casa editorial caraqueña, publica su Formación y proceso de la literatura venezolana (1940).  

Para 1941, al iniciarse el gobierno del general Isaías Medina Angarita, comienza a dirigir el periódico oficial El Tiempo, escribiendo diariamente sus editoriales. Allí permanecerá hasta 1944. Por esos años su nombre se convierte en referencia del pensamiento hispanoamericano, siendo invitado a dictar cursos en diversas instituciones extranjeras como el Middlebury College, el Smith College y las universidades de Columbia y California. 

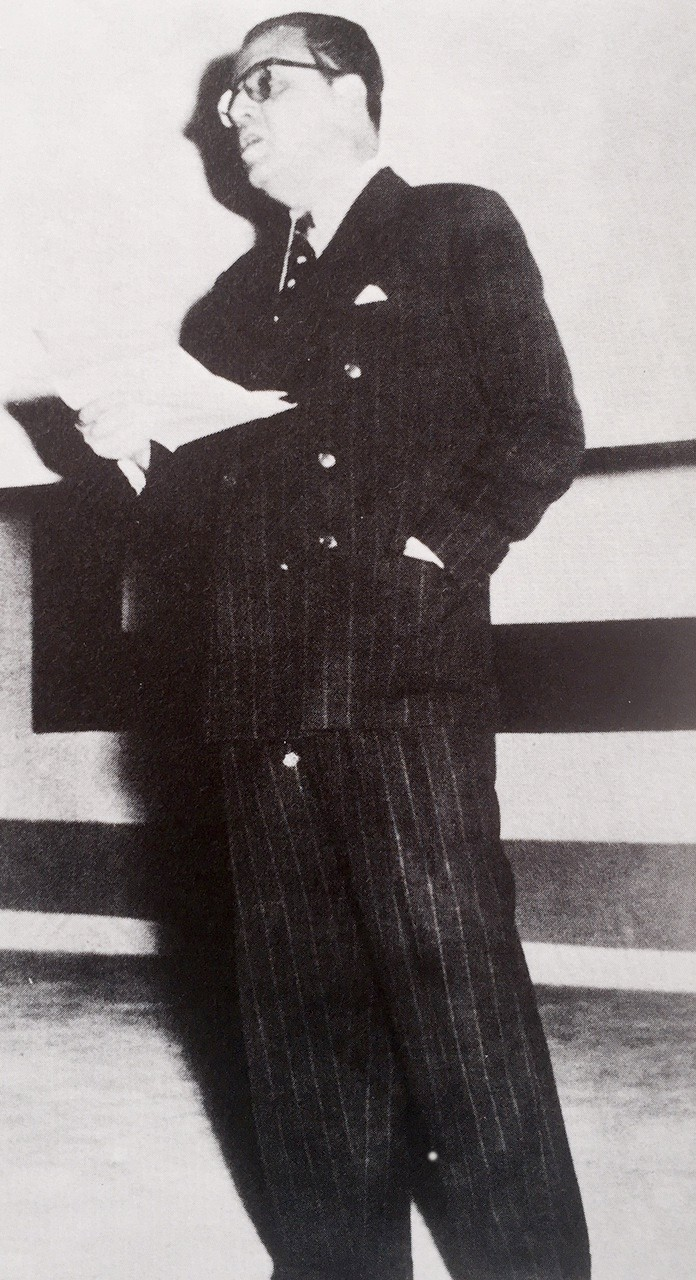
Picón Salas durante el discurso inaugural de la Facultad de Filosofía y Letras de la Universidad Central de Venezuela, 1946.

Su novela autobiográfica Viaje al Amanecer, es publicada en 1943 por la Universidad Nacional Autónoma de México. En ella, Picón Salas retrata sus años de infancia en la apacible pero cada vez más lejana Mérida. En la ciudad de Nueva York termina de escribir uno de sus libros más importantes De la Conquista a la Independencia (Tres siglos de cultura latinoamericana) (1944), el cual lo coloca en el ala del revisionismo histórico, valorando los días de la América colonial. La primera edición de este libro estará a cargo del Fondo de Cultura Económica de México.
A comienzos de 1946 Picón Salas es invitado por la Universidad de Puerto Rico a dictar un semestre de clases en Río Piedras. Durante su permanencia en la isla, escribe el prólogo al libro de Mario Briceño Iragorry, Casa León y su tiempo (1946), así como diversos artículos semanales para el diario El Nacional y Cuadernos Americanos, de México. En el mes de octubre funda la Facultad de Filosofía y Letras de la Universidad Central de Venezuela, hoy Facultad de Humanidades y Educación, convirtiéndose en su primer decano. También publica su biografía de Francisco de Miranda, en la que busca reflejar en la tragedia del precursor de la Independencia el fracaso de todo un país. En enero de 1947 es condecorado por la Junta Revolucionaria de Gobierno, presidida por Betancourt, con la Orden 27 de junio, para ese entonces el máximo reconocimiento a la carrera docente en Venezuela.
Tras el fallecimiento de Pedro Emilio Coll, la Academia Nacional de la Historia lo elige como individuo de número y a partir del 12 de junio de 1947 comienza a ocupar el sillón «F». Su discurso de incorporación será publicado por la institución bajo el título de Rumbo y problemática de nuestra historia (1947). Ese mismo año vuelve a contraer matrimonio, esta vez con la venezolana Beatriz Ordóñez. Al poco tiempo es designado como embajador en Colombia. Allí encontrará tiempo para investigar y escribir Pedro Claver, el santo de los esclavos (1950), obra en la que reconstruye la vida del mítico defensor de los derechos de los esclavos en la Cartagena colonial. Uno de los capítulos del libro —Peste en la nave—  lo mandará a participar en el Concurso de Cuentos del diario El Nacional, obteniendo el tercer lugar en el certamen de 1949.
En Bogotá a Picón Salas le tocará vivir los sucesos del Bogotazo junto al expresidente Betancourt, José Rafael Pocaterra y Marcos Falcón Briceño, representantes de Venezuela en la IX Conferencia Interamericana. El 1 de julio de 1948 la Academia Colombiana de Historia lo nombra como miembro correspondiente. Tras el derrocamiento de Rómulo Gallegos, primer Presidente elegido por voto popular, directo y secreto, Picón Salas decide renunciar a su cargo diplomático y viaja a México, país al que llega el 10 de febrero de 1949. Ese año la Biblioteca Popular Venezolana del Ministerio de Educación publica su colección de ensayos Comprensión de Venezuela (1949).

## Bibliografía

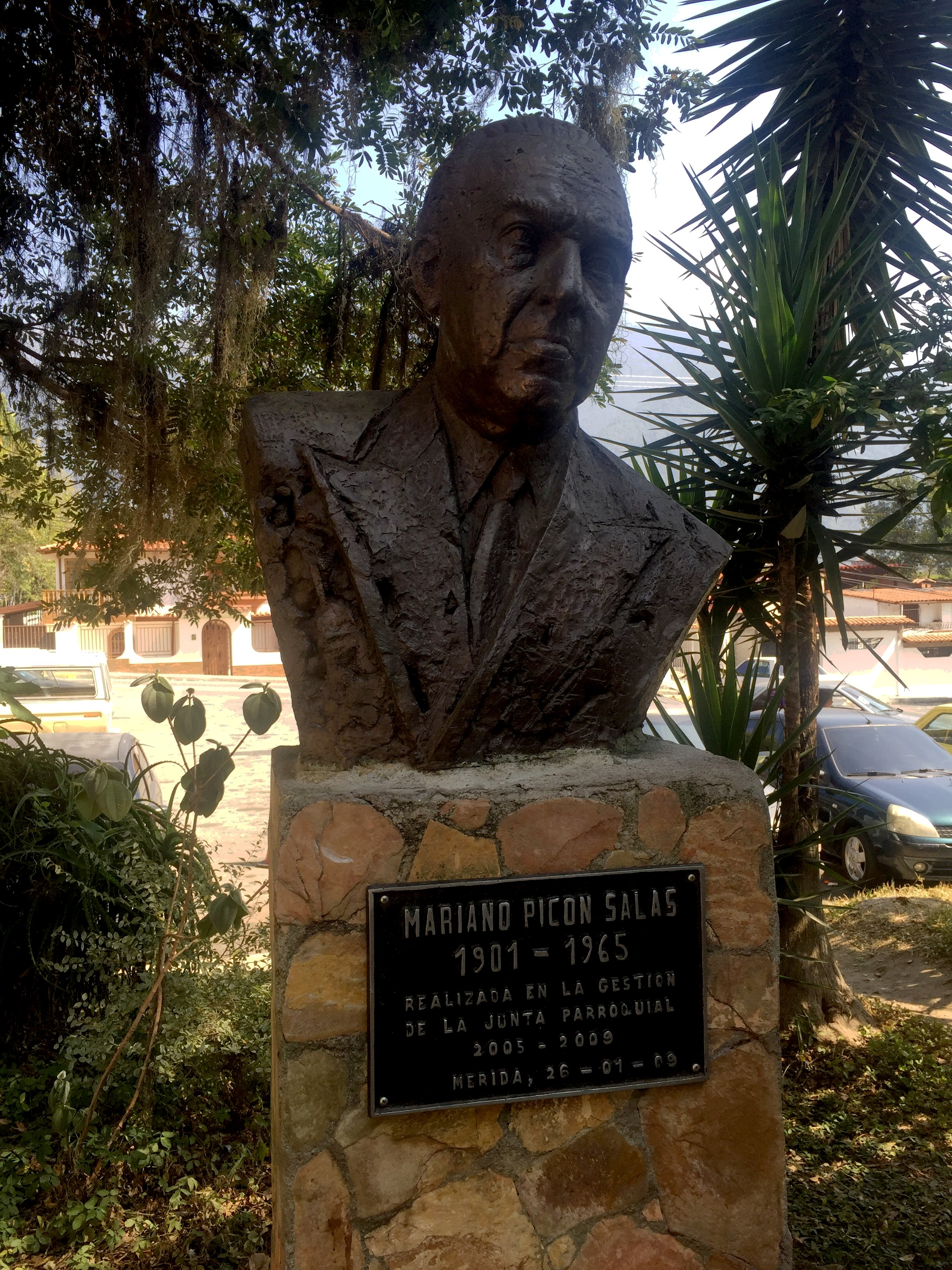
Busto de Mariano Picón Salas en su natal Mérida.

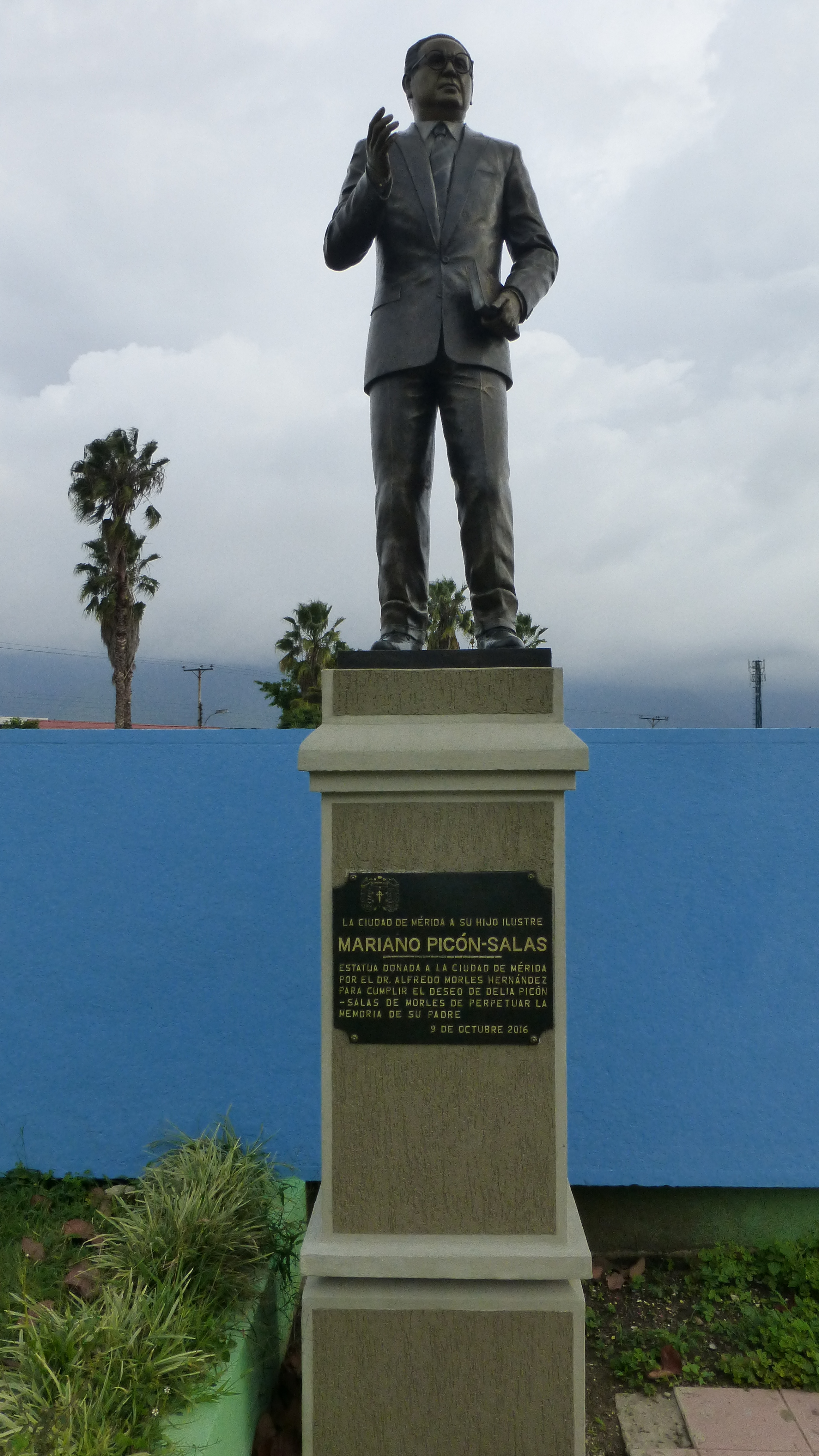
Estatua de Picón Salas en la Avenida Universidad, Mérida.

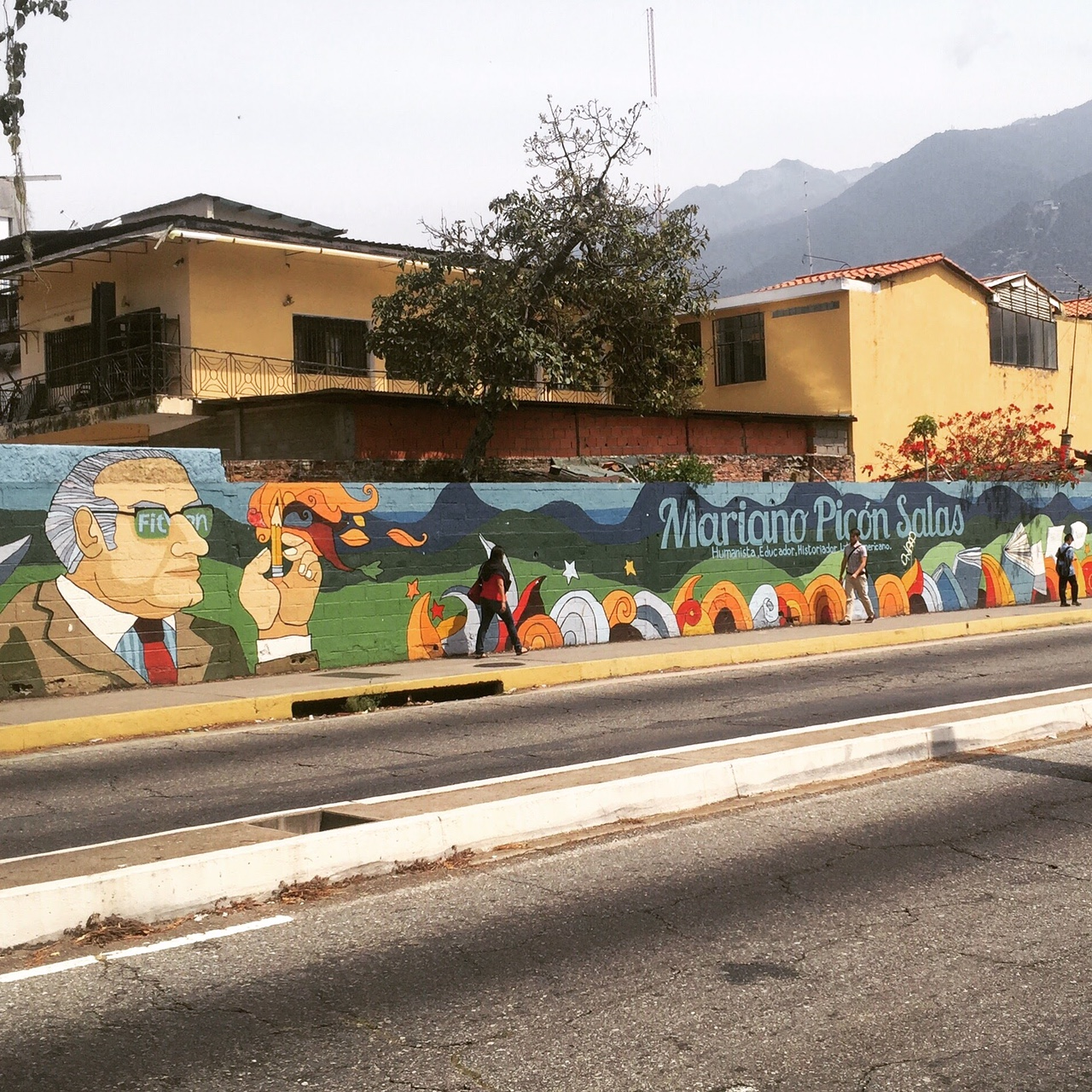
Mural en homenaje a Picón Salas en el Viaducto Miranda de Mérida.

### Exilio y regreso en dictadura (1949-1958)

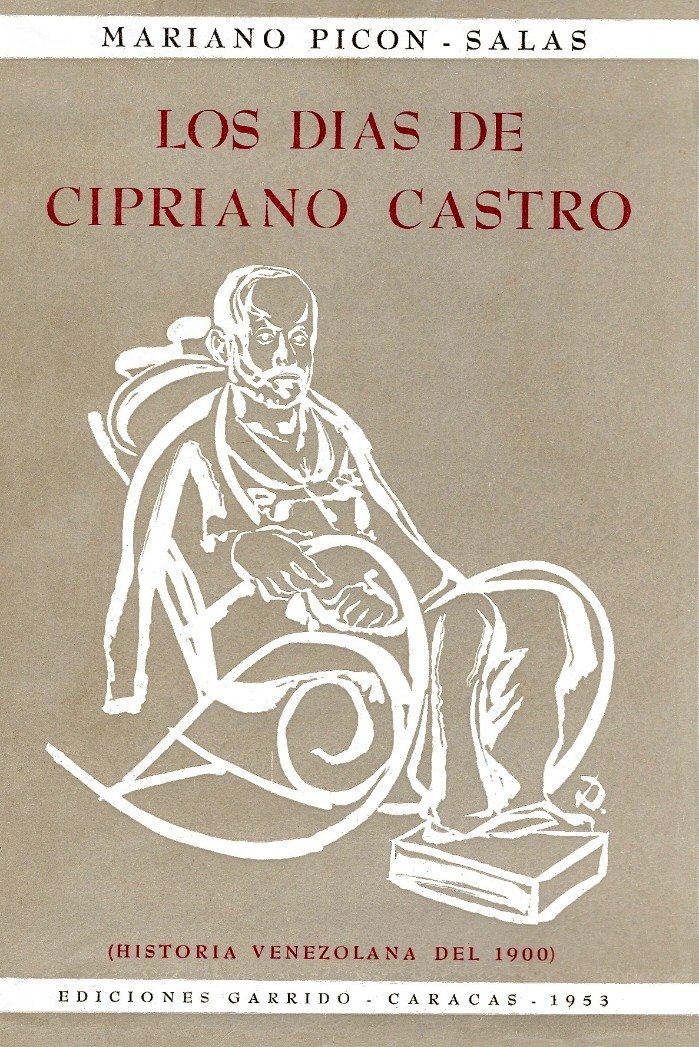
Portada de la primera edición de Los días de Cipriano Castro. Publicado por Tipografía Garrido en 1953.

El 10 de febrero de 1949 Picón Salas llega a México. Allí recibe el apoyo de intelectuales como Alfonso Reyes y comienza a trabajar en El Colegio de México. También colabora en el Congreso de Historia de Monterrey y en el II Congreso de Filosofía Interamericana en la Ciudad de México en febrero de 1950. De su permanencia en este país quedarán las indagaciones de Gusto de México (1952). En julio de 1950 parte con rumbo a los Estados Unidos, pasa por Washington D. C. y participa como profesor invitado de la Universidad de Columbia. Durante este autoexilio mantiene su correspondencia con el también exiliado Rómulo Betancourt. 
El 9 de septiembre de 1951 Picón Salas regresa a Caracas y retoma su labor docente la cual había estado interrumpida por sus compromisos diplomáticos. Imparte cursos de arte e historia en la Universidad Central de Venezuela y el Instituto Pedagógico Nacional, también recorre el país, prepara conferencias y publica Dependencia e Independencia en la Historia hispanoamericana (1952), con el apoyo de la Librería Cruz del Sur. Entre 1953 y 1957 será director del Papel Literario de El Nacional. Son los años de la dictadura de Marcos Pérez Jiménez, tiempos de censura que Picón Salas debe evadir mediante el oficio intelectual. 

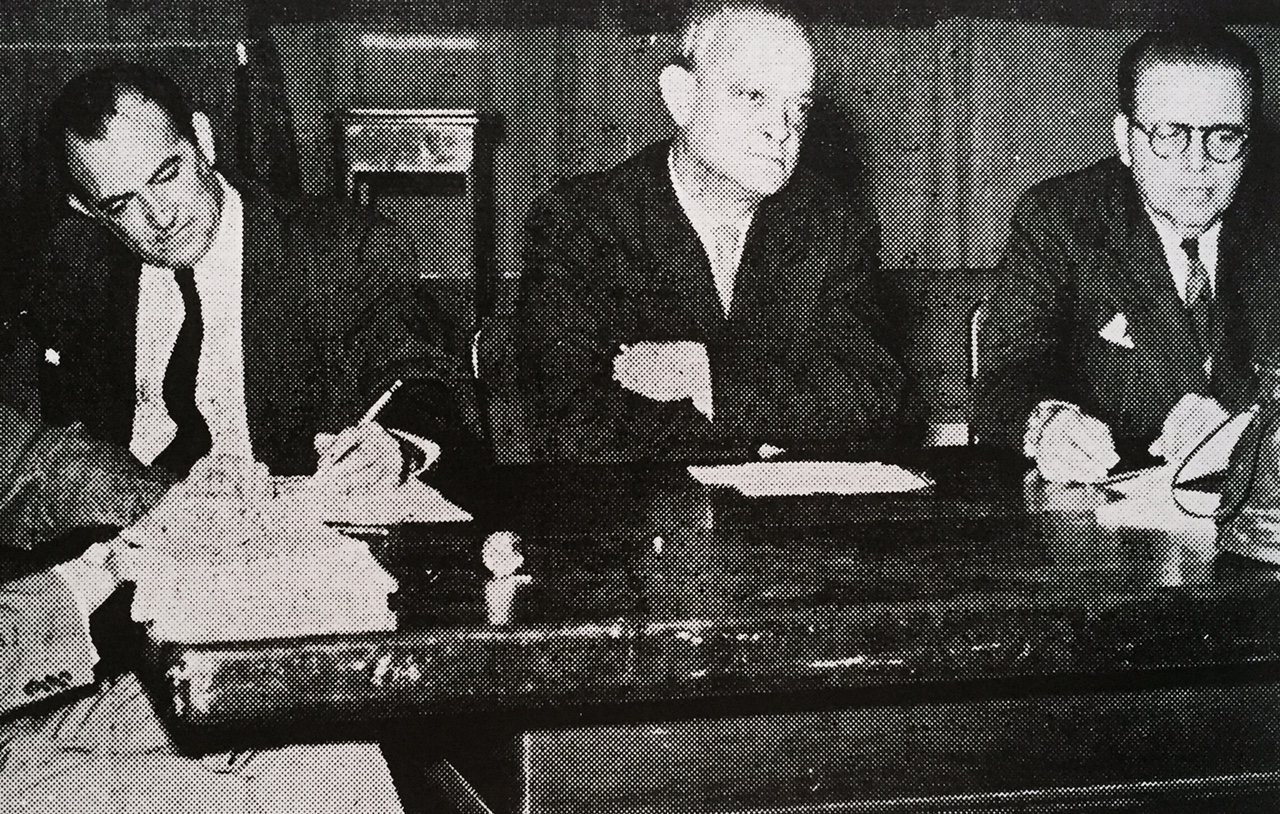
Los escritores venzolanos Miguel Otero Silva, Ramón Díaz Sánchez y Mariano Picón Salas.

En 1953 la Tipografía Garrido publica Los días de Cipriano Castro (1953), una amena narración y análisis sobre este caudillo y la sociedad venezolana de principios del siglo XX, con un discreto guiño a sus circunstancias actuales. El libro se convertirá en un éxito, agotándose la edición de 1000 ejemplares en 48 horas y siendo galardonado en 1954, junto a Arturo Uslar Pietri, con el Premio Nacional de Literatura. A finales de abril de 1953 fallece su padre en Chile.  
El 1 de noviembre de 1955 Picón Salas recibe —junto con el historiador Augusto Mijares— el doctorado honoris causa de la Universidad Central de Venezuela. Ese mismo año la editorial Edime de Madrid publica sus ensayos de Crisis, cambio y tradición (1955) y aparece su novela Los tratos de la noche (1955), bajo el sello larense Nueva Segovia. En 1956 Jean y Andrée Catrysse traducen la novela Viaje al amanecer (1943) y se edita en París con el título de Voyage au point du jour (1955). 
El 23 de enero de 1958 Pérez Jiménez es derrocado por una acción en conjunto entre civiles y militares. Una semana antes, el día 15, Picón Salas encabeza el Manifiesto de los intelectuales sobre la situación política nacional. En el mismo, piden el restablecimiento de las libertades ciudadanas y solicitan «que los poderes públicos sean la expresión genuina de la voluntad del pueblo».

### Última etapa y fallecimiento (1958-1965)

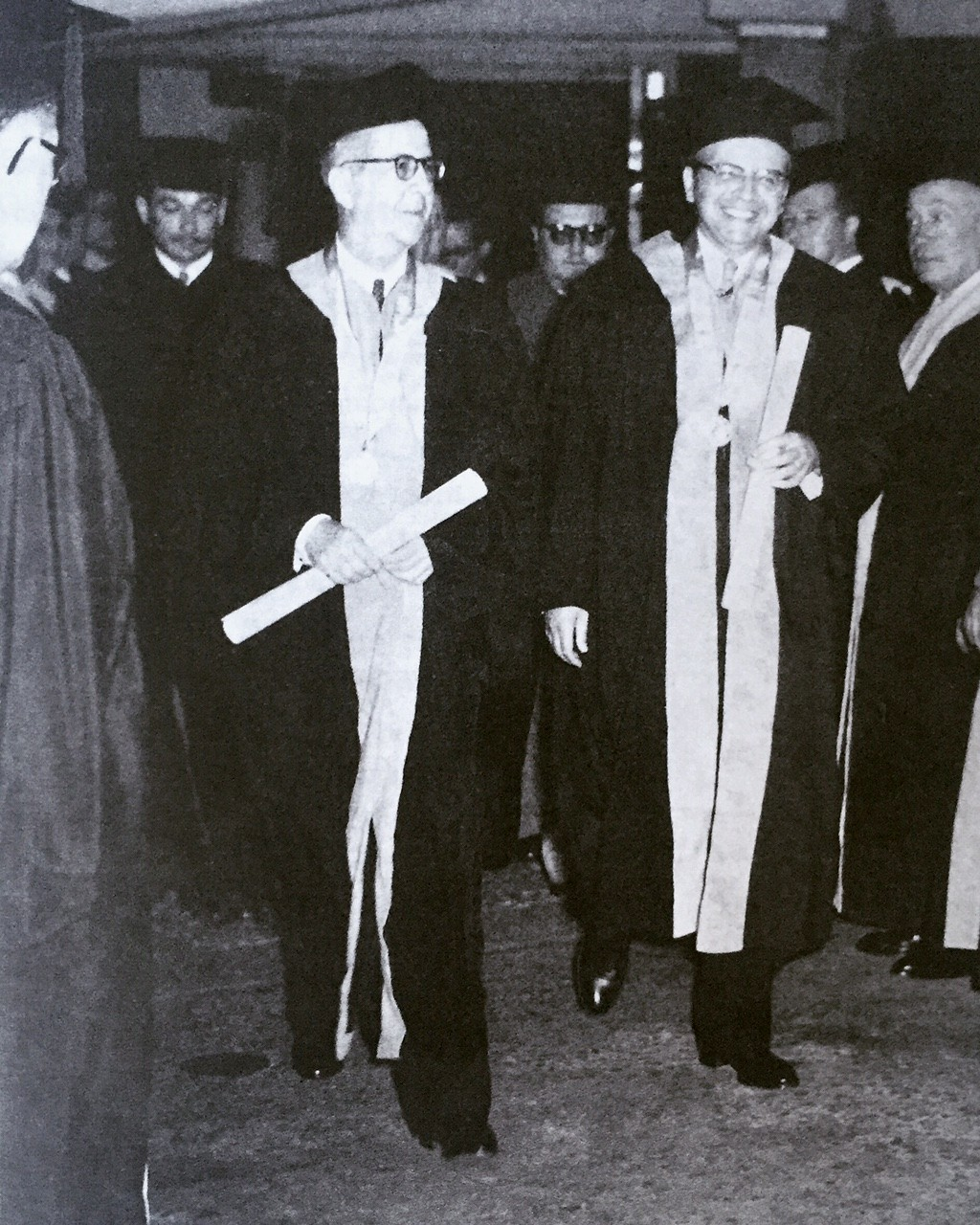
Junto al historiador Augusto Mijares en el acto en el que fueron homenajeados con el doctorado honoris causa por parte de la Universidad Central de Venezuela, 1955.

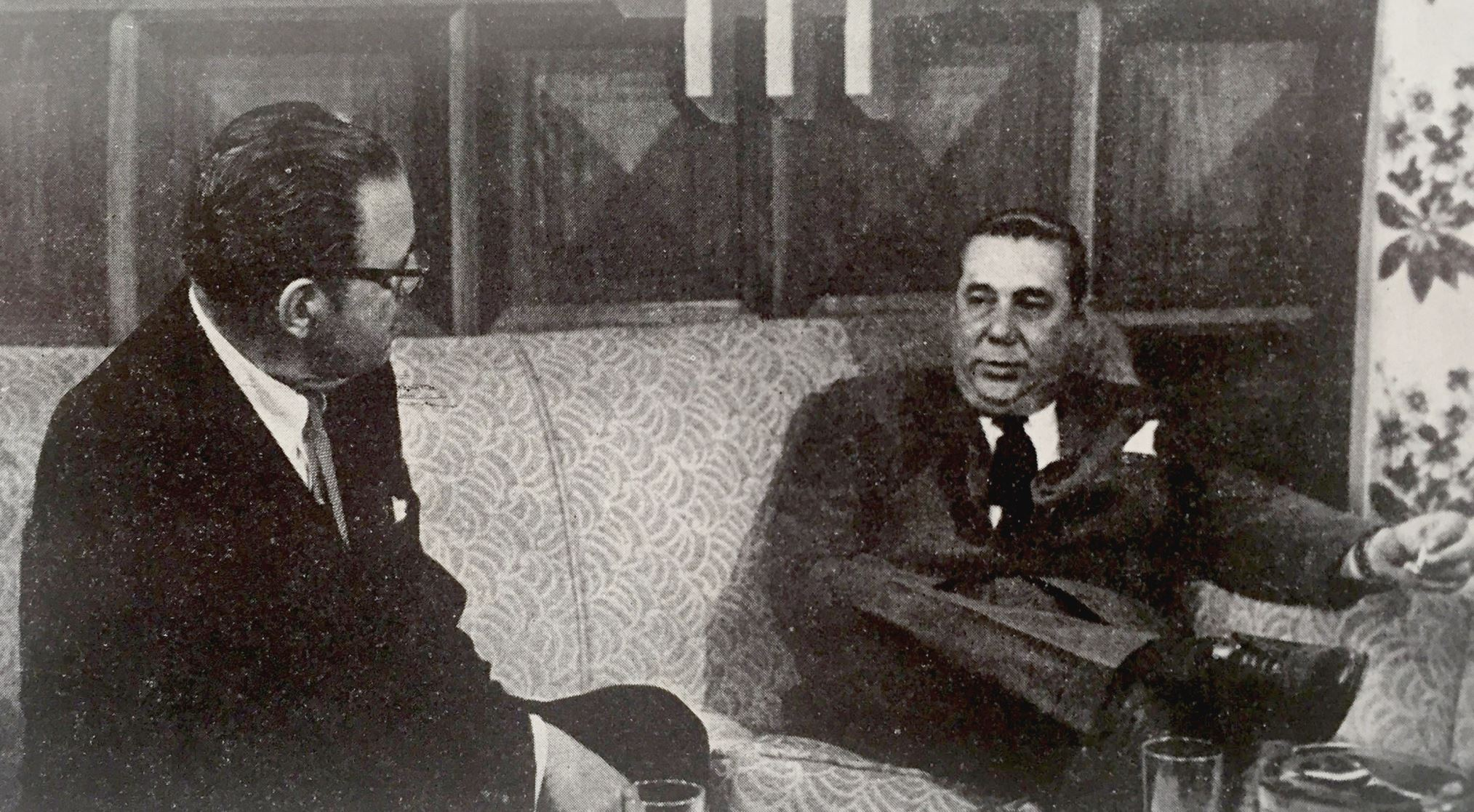
Picón Salas entrevistando al ministro de Relaciones Interiores de la Junta Provisional de Gobierno, Numa Quevedo, en el programa de televisión La hora nacional.

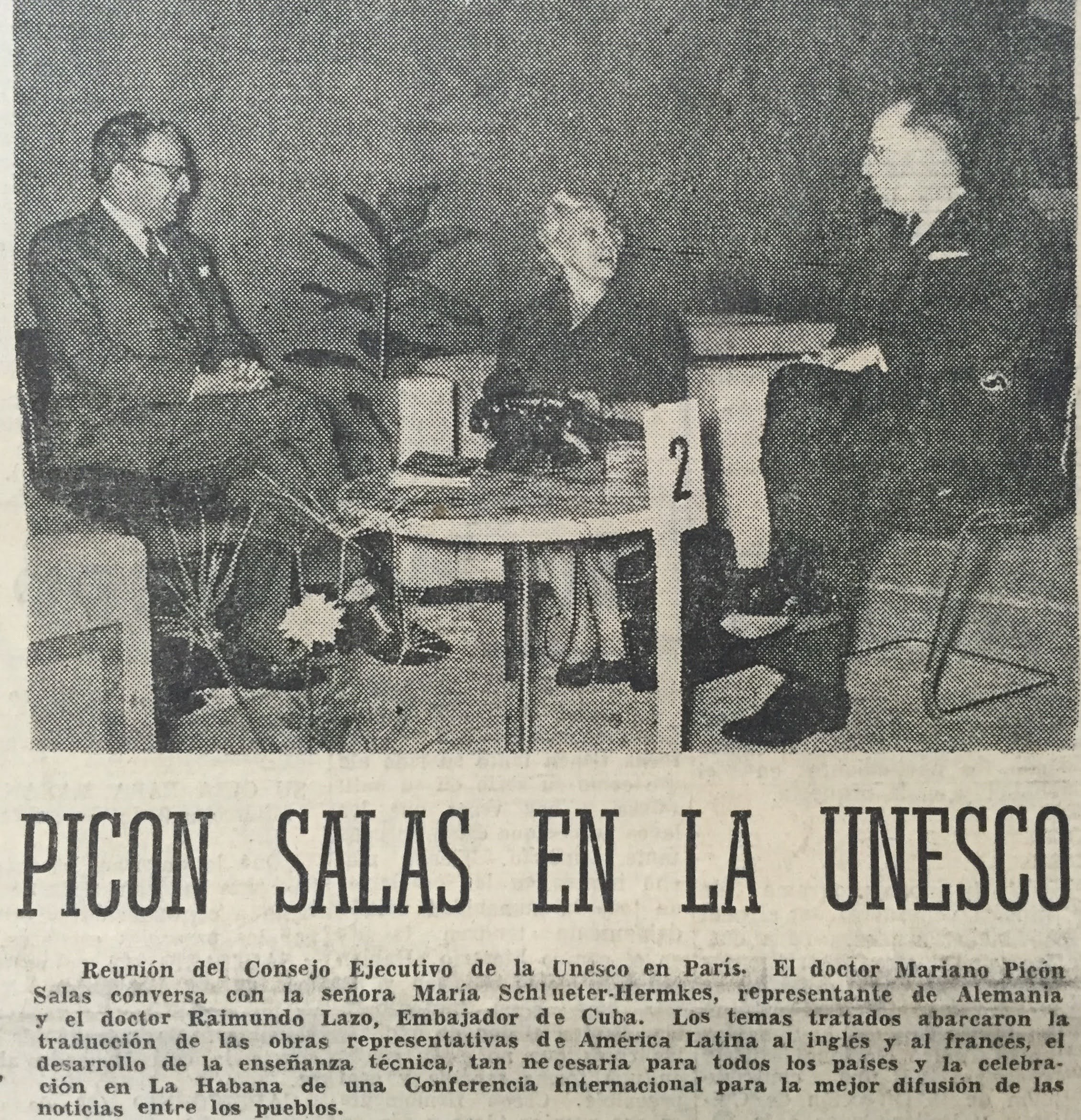
Noticia del vespertino El Mundo sobre Picón Salas como embajador ante la UNESCO.

La nueva Junta de Gobierno presidida por Wolfgang Larrazábal nombra a Picón Salas como embajador en Brasil, cargo que ocupará hasta el año siguiente. Antes de partir dona su biblioteca a la Universidad Central de Venezuela. Desde Río de Janeiro continuará como columnista habitual de El Nacional y termina la escritura de Regreso de tres mundos (1959), su «testamento espiritual», a consideración del filólogo de origen polaco Ángel Rosenblat.
El 9 de octubre de 1958 se celebran los 400 años de la fundación de Mérida y Picón Salas es invitado a dar el discurso de orden. A pesar de no poder asistir, envía su Mensaje a los merideños en el que rememora sus primeros años, habla del progreso de la urbe y se reconoce optimista con el futuro de la ciudad. Este y otros ensayos relacionados serán publicados por la Universidad del Zulia en Las nieves de antaño (1958). Ese año presenta en Radio Caracas Televisión el programa La hora nacional, en el que entrevista a reconocidos dirigentes e intelectuales, quienes vuelven a expresarse sin censura ante la opinión pública.
En 1959 Rómulo Betancourt asume nuevamente la presidencia después de ganar los comicios del 7 de diciembre de 1958. Se convertirá en el primer Presidente de la inaugurada era democrática. Nuevamente llama a Picón Salas a formar parte de su equipo de colaboradores y lo nombra embajador permanente ante la UNESCO. En 1960 será electo miembro del consejo directivo de este organismo y como embajador visitará Israel y se entrevistará con la ministra de Relaciones Exteriores, Golda Meir. En este cargo permanecerá hasta 1962. Este año la Universidad de Berkeley traduce al inglés y edita De la Conquista a la Independencia (1944). Bajo el título de A cultural history of Spanish America from conquest to independence (1962), este texto se convertirá en libro de referencia al tratarse de historia y cultura hispanoamericana.  
Para 1963 visita Italia, Grecia y Turquía. También es nombrado embajador en México, pero una severa crisis asmática lo hace regresar a Venezuela. En el último año de su gobierno, Betancourt lo designa como Secretario de la Presidencia, cargo que ejercerá hasta el final del período en marzo de 1964. En mayo de ese año viaja a Europa y dicta tres conferencias en el Instituto de Cultura Hispánica de Madrid. 
Su último gran proyecto fue la creación del Instituto Nacional de Cultura y Bellas Artes (INCIBA), el cual no pudo ver terminado a causa de su repentina muerte en Caracas el 1 de enero de 1965. Para su inauguración, pautada para el 18 de enero, deja el ensayo Prólogo al Instituto Nacional de Cultura y Bellas Artes. A horas del deceso, el entonces presidente Raúl Leoni, acompañado por su esposa Menca y parte de su gabinete, se trasladó a la residencia de Picón Salas en la urbanización La Florida, para darle el pésame a su viuda. Ante este hecho Leoni afirmará que: «Es un duro golpe emocional para mí la muerte de Picón Salas».
De su etapa final destacan los Tres sonetos del desengaño, singular muestra poética de Picón Salas, que dedica al presentimiento de la muerte, en una obra caracterizada por ser exclusivamente en prosa. Meses después de su fallecimiento aparece su antología de Dos siglos de prosa venezolana (1965) y al año siguiente Suma de Venezuela (1966), compilación de sus mejores ensayos sobre el país, la cual había preparado en 1964. Sus restos fueron trasladados al Cementerio El Espejo de la ciudad de Mérida el 9 de octubre de 1992.

## Obra

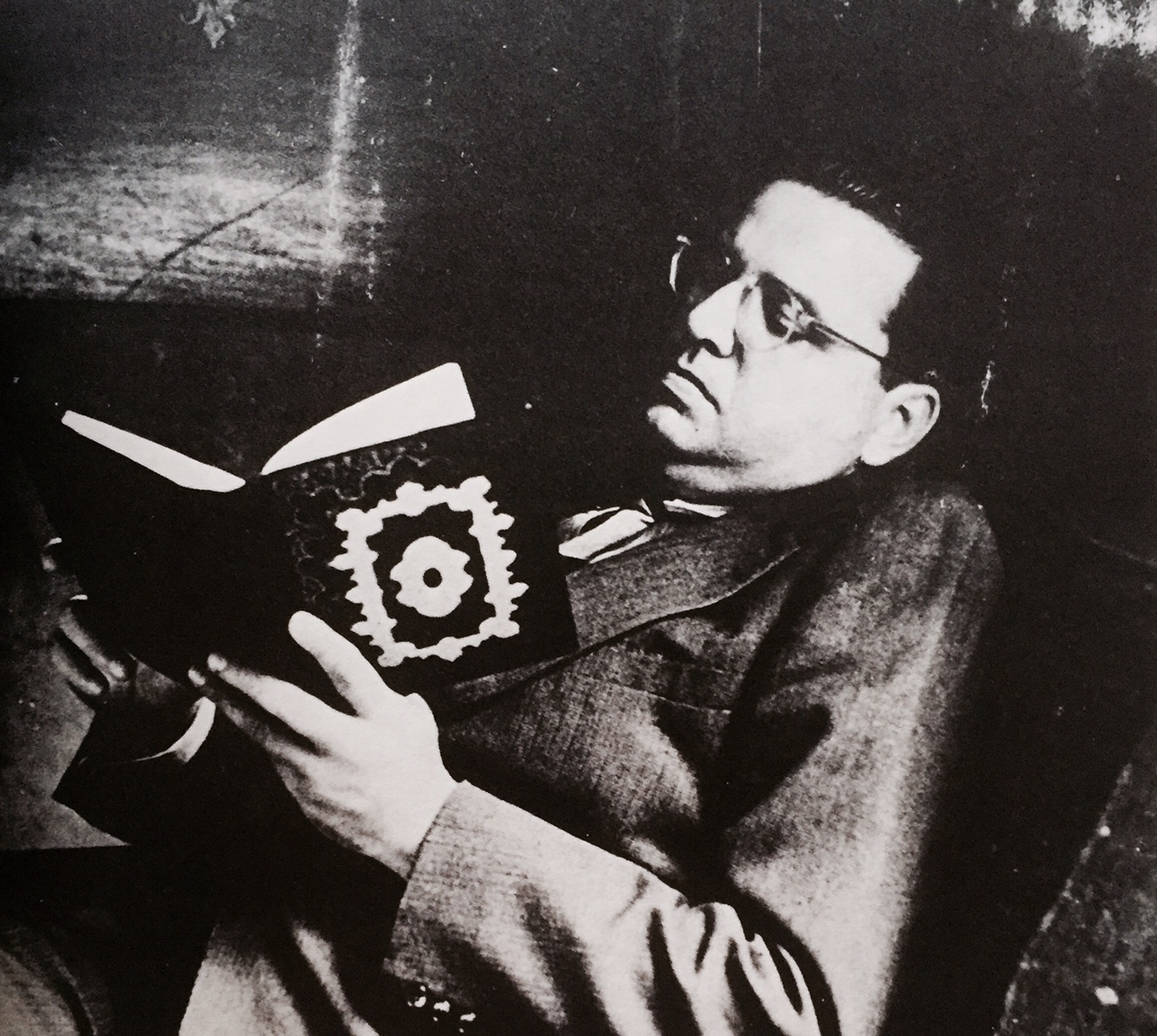
Picón Salas leyendo en su apartamento en Caracas (1940).

- Las nuevas corrientes del arte (Mérida, 1917)
- En las puertas de un nuevo mundo (Mérida, 1918)
- Buscando el camino (Caracas, 1920)
- Agentes viajeros (Caracas, 1922)
- Mundo imaginario (Santiago de Chile, 1927)
- Hispanoamérica: posición crítica, literatura y actitud americana (Santiago de Chile, 1931)
- Odisea de Tierra Firme: relatos de Venezuela (Madrid, 1931)
- Registro de huéspedes (Santiago de Chile, 1934)
- Problemas y métodos de la historia del arte. Dos conferencias didácticas (Santiago de Chile, 1934)
- Intuición de Chile y otros ensayos en busca de una conciencia histórica (Santiago de Chile, 1935)
- Para un retrato de Alberto Adriani (Praga, 1936)
- Preguntas a Europa (Santiago de Chile, 1937)
- Formación y proceso de la literatura venezolana (Caracas, 1940)
- Un viaje y seis retratos (Caracas, 1940)
- 1941. Cinco discursos sobre pasado y presente de la nación venezolana (Caracas, 1941)
- Viaje al amanecer (México, 1943)
- De la conquista a la independencia (México, 1944)
- Reseña de historia cultural y literaria de Venezuela (México, 1945)
- Apología de la pequeña nación (Río Piedras, 1946)
- Tiempo de Humboldt (Separata de la Revista Nacional de Cultura. Caracas, 1946)
- Miranda (Buenos Aires, 1946)
- Rumbo y problemática de nuestra historia (Caracas, 1947)
- Europa-América, preguntas a la esfinge de la cultura (México, 1947)
- Comprensión de Venezuela (Caracas, 1949)
- Pedro Claver, el Santo de los Esclavos (México, 1950)
- Dependencia e Independencia en la Historia hispanoamericana (Caracas, 1952)
- Gusto de México (México, 1952)
- Los días de Cipriano Castro (Caracas, 1953)
- Simón Rodríguez (1771-1854) (Caracas, 1953)
- Suramérica, período colonial (México, 1953)
- Perspectiva de la pintura venezolana (Caracas, 1954)
- Los tratos de la noche (Barquisimeto, 1955)
- Crisis, cambio, tradición (Caracas, 1955)
- Rómulo Gallegos: Doctor Honoris Causa (Caracas, 1958)
- Las nieves de antaño (Maracaibo, 1958)
- Regreso de tres mundos: un hombre en su generación (México, 1959)
- Los malos salvajes. Civilización y política contemporáneas (Buenos Aires, 1962)
- Hora y Deshora. Temas humanísticos; nombres y figuras, viajes y lugares (Caracas, 1963)

### Póstumos

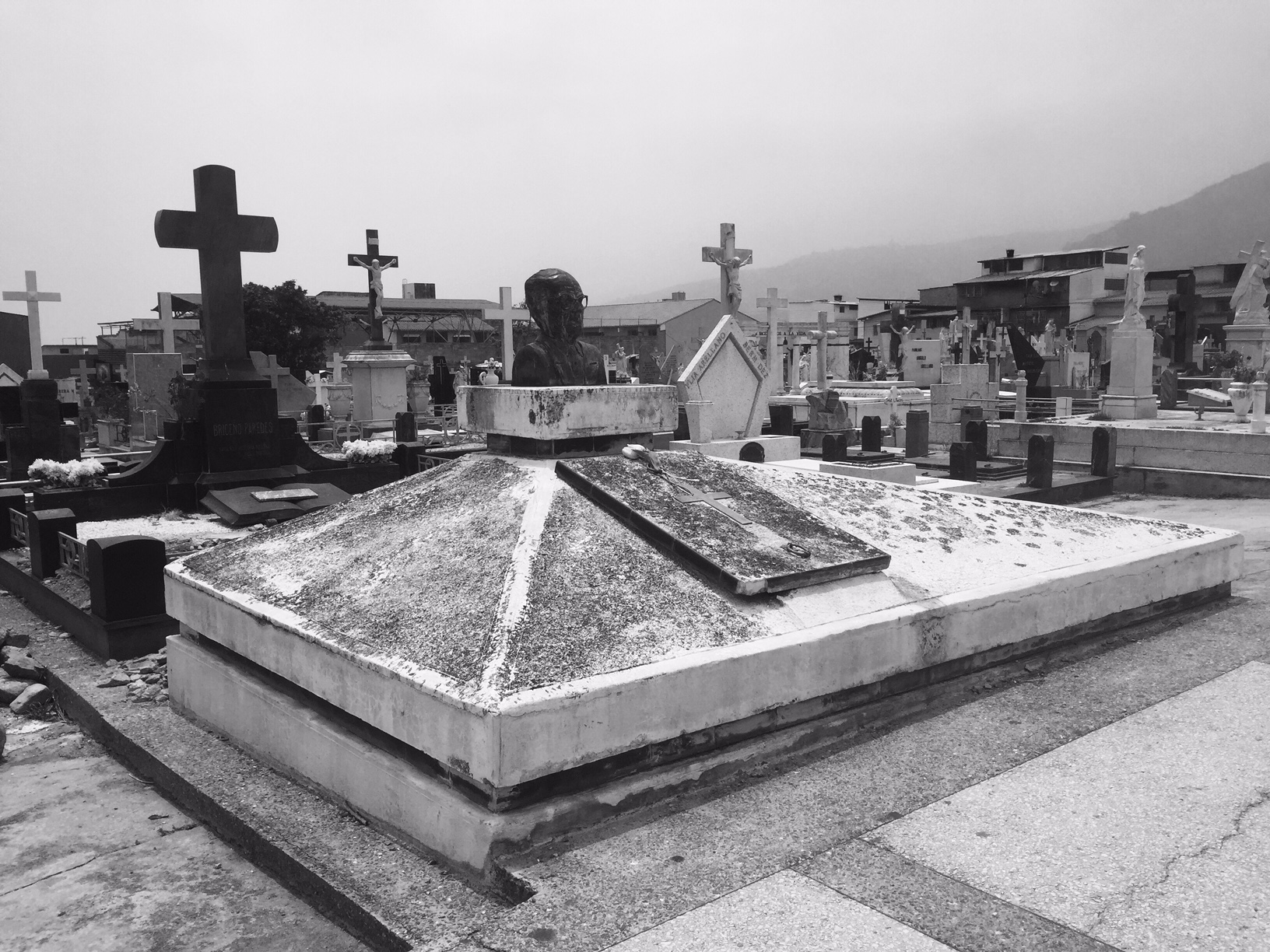
Tumba de Mariano Picón Salas en el Cementerio El Espejo de Mérida.

- Dos siglos de prosa venezolana (Caracas, 1965)
- Historia intelectual de Venezuela (Montevideo, 1965)
- Suma de Venezuela (Caracas, 1966)
- Sarmiento, Lugones, Mallea (Buenos Aires, 1977)
- Viejos y nuevos mundos (Volumen 101 de la Biblioteca Ayacucho. Caracas, 1983)
- Las formas y las visiones (Caracas, 1985)
- Biblioteca Mariano Picón Salas (Edición conmemorativa de Monte Ávila Editores y la Presidencia de Venezuela por los veinte años de su fallecimiento. Caracas, 1987)
- Meditación de Europa (Colección La Expresión Americana de la Biblioteca Ayacucho. Caracas, 2001)

### Traducciones
Inglés
- De la Conquista a la Independencia: A cultural history of Spanish America from conquest to independence (Berkeley, 1962)
- Los malos salvajes: The ignoble savages (Nueva York, 1965)

Francés
- Viaje al amanecer: Voyage au point du jour (París, 1956)
- Regreso de tres mundos: Au carrefour de trois mondes (París, 1964)

Japonés
- De la Conquista a la Independencia: Raten Amerika bunkashi: futatsu no sekai no yugo (ラテンアメリカ文化史: 二つの世界の融合) (Tokio, 1991)